# Place de la Division-Leclerc
La place de la Division-Leclerc, est un important carrefour du centre historique de Bondy.

## Situation et accès
Ce carrefour se trouve au croisement de la route départementale 10 et de la route départementale 41. S'y rencontrent:
- la rue Auguste-Polissard, vers le nord,
- la rue Jules-Guesde, d'ouest en est,
- la rue Roger-Salengro, vers la gare de Bondy.

## Origine du nom
Son nom est un hommage rendu à la 2e division blindée, unité de la 1re armée française de l'arme blindée et cavalerie créée pendant la Seconde Guerre mondiale par le général Leclerc.

## Historique

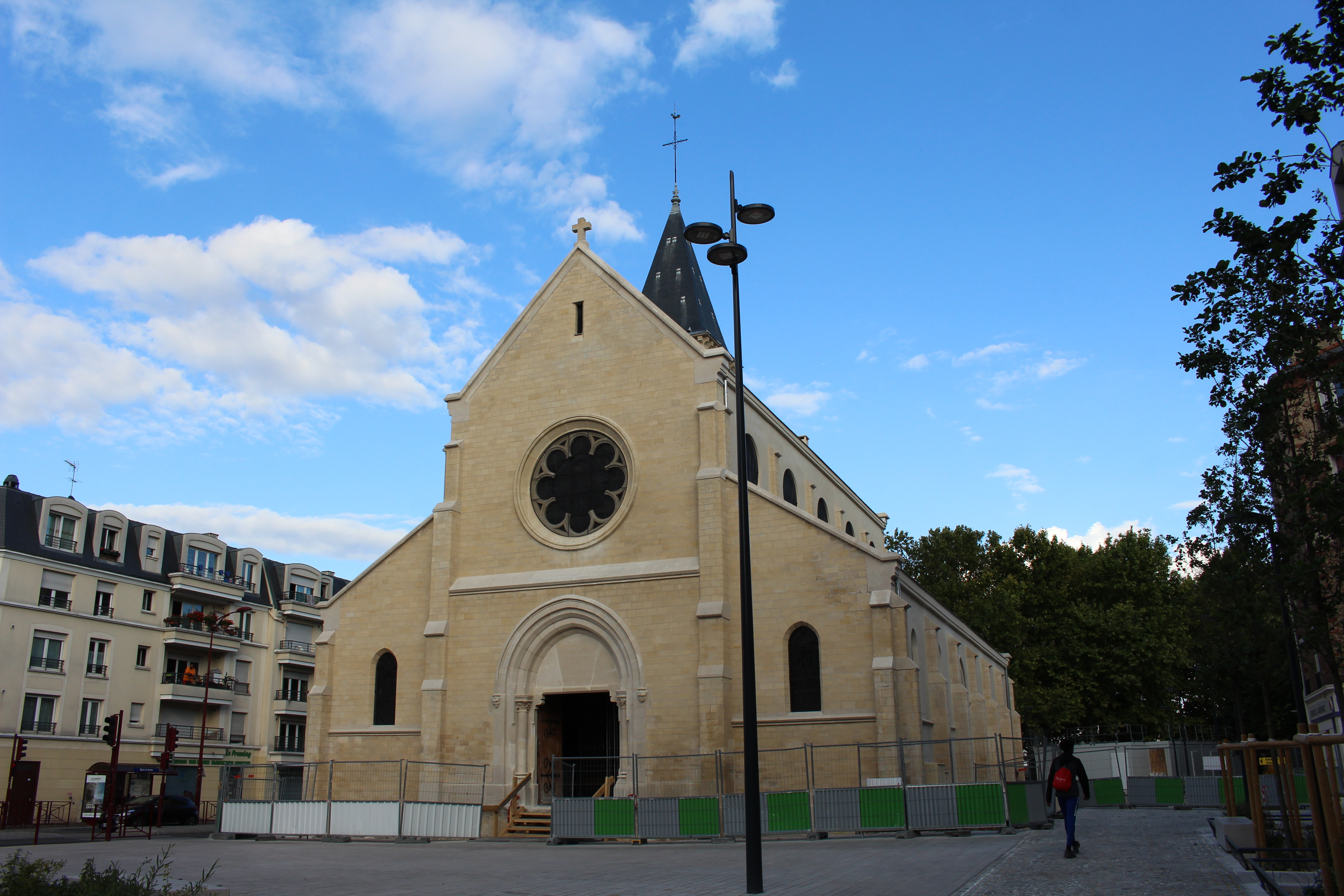
L'église Saint-Pierre, la place et le parvis, pendant la rénovation de 2019.

Cette place, qui jouxte du parvis de l'église, date de la fondation de la ville, où une communauté monastique a été attestée vers l'an 700. Près de 600 tombes allant de la période gallo-romaine à l’époque carolingienne ont été découvertes sur le parvis.
Cet endroit s'appelait autrefois « place de l'Église ».
Pendant la guerre de 1870, de nombreuses destructions ont été subies par les bâtiments aux alentours,.
Cette place a été complètement restructurée en 2019, laissant plus de place au cheminement piétonnier.

## Bâtiments remarquables et lieux de mémoire
- Église Saint-Pierre[7] qui a donné son ancien nom à la place.
- Hôtel de ville de Bondy.